# Brigitte Liefers-Wähner
Brigitte Liefers-Wähner (* 1944 in Dresden als Brigitte Wähner) ist eine deutsche Schauspielerin und Synchronsprecherin.

## Leben
Brigitte Wähner wurde 1944 in Dresden geboren, wo sie auch aufwuchs. Nach ihrem Schulabschluss absolvierte sie eine Schauspielausbildung an einer Dresdner Schauspielschule. Sie wirkte als Bühnendarstellerin in mehreren Theaterstücken und als Schauspielerin vor der Kamera in mehreren DEFA-Spielfilmproduktionen mit. Sie war auch zeitweise als Synchronsprecherin für Zeichentrickfilme tätig. Nach der Wende trat sie nur noch gelegentlich als Schauspielerin auf.
Sie war bis 1968 einige Jahre lang mit dem Regisseur Karlheinz Liefers verheiratet. Der gemeinsame Sohn Jan Josef Liefers wurde ebenfalls Schauspieler. Auch ihre Schwiegertochter Anna Loos und ihre Enkelinnen Lilly Liefers und Lola Liefers sind Schauspielerinnen.

## Filmografie
- 1967: Die Prinzessin und der Schweinehirt
- 1968: Der Weg ins Leben
- 1972: Glück auf Zuweisung
- 1973: Schüsse in Marienbad
- 1973: Unter anderen Umständen
- 1976: Das Grashaus oder Die Aufteilung von 35.000 Frauen auf zwei Mann
- 1979: Ein gemachter Mann oder Falsche Fuffziger
- 1979: Wie der König zum Mond wollte
- 1979–1988: Mit Jan und Tini auf Reisen (Fernsehserie, 5 Folgen als Erzählerin)
- 1990: Die Blume des Lebens
- 1990: Vom Bäumchen, das ein Baum werden wollte
- 2014: Krähenzeit
- 2022: Honecker und der Pastor